# Dobiesław (kasztelan małogoski)
Dobiesław herbu Odrowąż zm. ok. 1243 – pierwszy znany z dokumentów kasztelan małogoski (de Malogosth), kasztelan zawichojski, skarbnik krakowski. 

## Rodzina
Pochodził ze starego możnowładczego rodu Odrowążów. Był synem Wisława, stryjecznego brata biskupa krakowskiego Iwona Odrowąża.

## Kariera
- 22 września 1224 zostaje kasztelanem małogoskim, urząd ten piastuje do 23 maja 1227,
- 1229 otrzymuje kasztelanię zawichojską,
- jest wierny polityce Odrowążów i do końca stoi po stronie Leszka Białego, bierze udział w wiecach księcia i wdowy po nim Grzymisławy, zwykle na wiecach takich omawiano najważniejsze sprawy państwowe,
- 1229 po opanowaniu przez Konrada mazowieckiego ziemi krakowskiej i sandomierskiej przechodzi na stronę książąt mazowieckich, dzięki temu unika wygnania na Ruś,
- 1231 – wraz ze swymi stryjecznymi braćmi Szawłem i Sądem oraz innymi współrodowcami zrzeka się prawa bliższości (łac. Ius propinquitatis) do miejscowości: Mogiła, Prandocin i Mikułowice, nadanych przez biskupa Iwo Odrowąża klasztorowi w Mogile, w zamian za otrzymane w 1222 Końskie z sześcioma wsiami: Stary Odrowąż, Goszan (Gosań), Nieszwienie (Nieświń), Modliszewice, Kazanów i Popów,
- pod koniec życia otrzymuje godność skarbnika krakowskiego,
- zmarł ok. 1243 roku.

Dokładna data śmierci i potomstwo Dobiesława nie są znane.